# Čargogagogmančaugagogčaubunagungamaug
Čargogagogmančaugagogčaubunagungamaug (oziroma Chargoggagoggmanchauggagoggchaubunagungamaugg) je uradno ime jezera v ameriški zvezni državi Massachusetts pri kraju Webster; čeprav ga zaradi lažje izgovorjave imenujejo kar Websterško jezero. 
Samo ime izhaja iz jezika ameriških domorodcev plemena Nipmuck in pomeni Anglež na Mančaugu pri mestu za ribolov na meji.  
Samo jezero je znano po dejstvu, da ima najdaljše ime v ZDA in šesto najdaljše na svetu. 